# Сущность (Южный Парк)
Сущность (англ. The Entity) — эпизод 511 (№ 76) сериала «Южный Парк», его премьера состоялась 21 ноября 2001 года.

## Сюжет
Эпизод начинается с событий в аэропорту, очередями и равнодушием работников которого возмущается мистер Гаррисон. Он устраивает скандал и обещает создать нечто такое, что приведёт авиакомпании к краху. Тем временем семья Брофловски встречает двоюродного брата Кайла, Кайла Шварца из Коннектикута, приехавшего жить в Саут-Парк, пока его мать восстанавливает здоровье. Кайл радовался предстоящей встрече с кузеном, но был шокирован, увидев, что тот — крайне стереотипный еврей (то есть постоянно на всё жалуется, чрезвычайно чувствителен к сухости воздуха, страдает аллергией к любому мясу и даже к рыбе, скупой по природе и хочет стать банкиром). Более того, чтобы различать Кайла и Кайла, Шейла договаривается, что её сын отныне будет «Кайл-2». Также она поручает «Кайлу-2» заботиться о Кайле.
Все дети вскоре понимают, что новый Кайл слишком уныл и надоедлив, чтобы жить с ними в одном городе. Опасаясь, что ярый антисемит Картман будет издеваться над Кайлом Шварцом - ходячим стереотипом о евреях, Кайл-2 обещает ему заплатить 40 долларов, если тот будет помалкивать, но на уроке в школе Картман не выдерживает и шутит про концлагеря. Чуть позже Шварц узнаёт, что Кайл-2 заплатил, чтобы над ним не издевались, но не злится, а говорит, что нужно было платить не 40, а 12 долларов и 50 центов. Однако вскоре Шварц так надоедает Кайлу-2, что тот пытается вместе с Картманом, Кенни и Стэном избавиться от него. Они привязывают его санки к междугородному автобусу, сажают на самолёт в Антарктиду, однако Кайл, считающий, что это такая игра, постоянно находит способ вернуться обратно. Даже когда Кайл-2 пытался потерять брата в лесу, медведь приносит Кайла обратно.
Тем временем мистер Гаррисон, уставший от неэффективных и утомляющих проверок в аэропортах, принимает решение изобрести новый вид транспорта. Вдохновлённый тем, как крутит попой Энрике Иглесиас в телевизионном клипе, он применяет крутящийся гироскоп для придания моноциклу устойчивости, а следовательно, и безопасности на высоких скоростях. Новый вид транспорта получает название «Это» (англ. IT). «Это» способно разгоняться до двухсот миль в час (более 320 км/ч), потребляет галлон топлива на триста миль (в русском переводе — 4 литра на 500 километров) и имеет кучу других достоинств. Единственная проблема — нестандартное и неудобное управление, осуществляемое четырьмя гибкими ручками, почему-то похожими на фаллосы. Две располагаются по сторонам, за них надо держаться руками. Левая управляет скоростью движения, правая — направлением, третья «мягко входит в анус» для надёжной фиксации водителя, а четвёртая расположена напротив рта и на ней размещены переключатели, управляемые ртом.
Несмотря на такой неортодоксальный метод управления, неудобный для всех, кроме мистера Гаррисона и одной пожилой женщины, «Это» признаётся превосходной альтернативой аэропортам, и мистер Гаррисон имеет ошеломляющий успех со своим детищем. Даже энтузиаст авиации Джон Траволта признаёт, что «Это» не оставляет шансов авиакомпаниям.
В итоге правительство решает спасти авиакомпании от банкротства, вызванного успехом «Этого». Чтобы упрочить позицию авиаперевозок, «Это» объявляется вне закона, и использование «Этого» приравнивается к преступлению. В результате кузен Кайла, который вложил деньги в «Это», получает 5 миллионов долларов от правительства в качестве компенсации и решает вернуться в Коннектикут и заботиться о своей больной матери. Из-за новоприобретённого богатства мальчики внезапно меняют свои планы и пытаются задержать кузена в Саут-Парке. К их удивлению, тот отвечает, что хочет уехать потому, что ему неинтересно с такими «обсосками», с которых «как будто стереотипы писали». Он уезжает, развеивая все надежды ребят по поводу богатства, и Эрик немедленно обвиняет «жидяру» Кайла в отъезде кузена.

## Смерть Кенни
Сотрудник службы безопасности аэропорта обнаруживает при досмотре Кенни кусачки для ногтей и простреливает ему голову из табельного пистолета со словами «Умри, террорист!». Кузен Кайла говорит: «Господи!», сотрудник аэропорта отвечает: «Да, мы не зря здесь свой хлеб едим». Кайл с досадой говорит: «Что за идиотизм!», и ребята уходят.

## Персонажи
В этом эпизоде впервые появляется Кайл Шварц.

## Нестыковки
- Семья Брофловски встречает Кайла Шварца непосредственно у гейта его рейса. Однако, эпизод вышел после событий 11 сентября, поэтому семью не пустили бы дальше зала ожидания.

## Пародии
- «Это» — очевидная пародия на Сигвей, который носил кодовые имена «IT» и «Ginger». Кроме того, в фильме цитируются реальные отзывы с закрытой презентации Сигвея для инвесторов, в частности Стива Джобса.
- Когда все знаменитости приезжают посмотреть на «Это» на дорогих машинах и самолётах, среди них можно заметить Ясмин Блит на побитой машине в грязной одежде. Это реакция на её арест за хранение наркотиков непосредственно перед выходом эпизода[1]. Несколькими годами ранее Блит снималась с Паркером и Стоуном вместе в главных ролях в фильме «БЕЙСкетбол».

## Факты
- Первоначальным названием эпизода было «The Ginger Device» (рус. Задорное устройство), но потом из-за нежелательных аналогий с некоторыми реальными устройствами оно было изменено[2]. Также известно, что расплывчатое окончательное название эпизода «Сущность» относится скорее к истории мистера Гаррисона, чем брата Кайла.
- Когда мистер Гаррисон показывает «Это» инвесторам, Билл Гейтс виден с пулевым отверстием во лбу и с повязкой на затылке. Это ранение он получил в фильме «Саут-Парк: большой, длинный и необрезанный».
- Это первый эпизод, где упоминается имя мистера Гаррисона — Герберт.